# Rose von Rosthorn-Friedmann

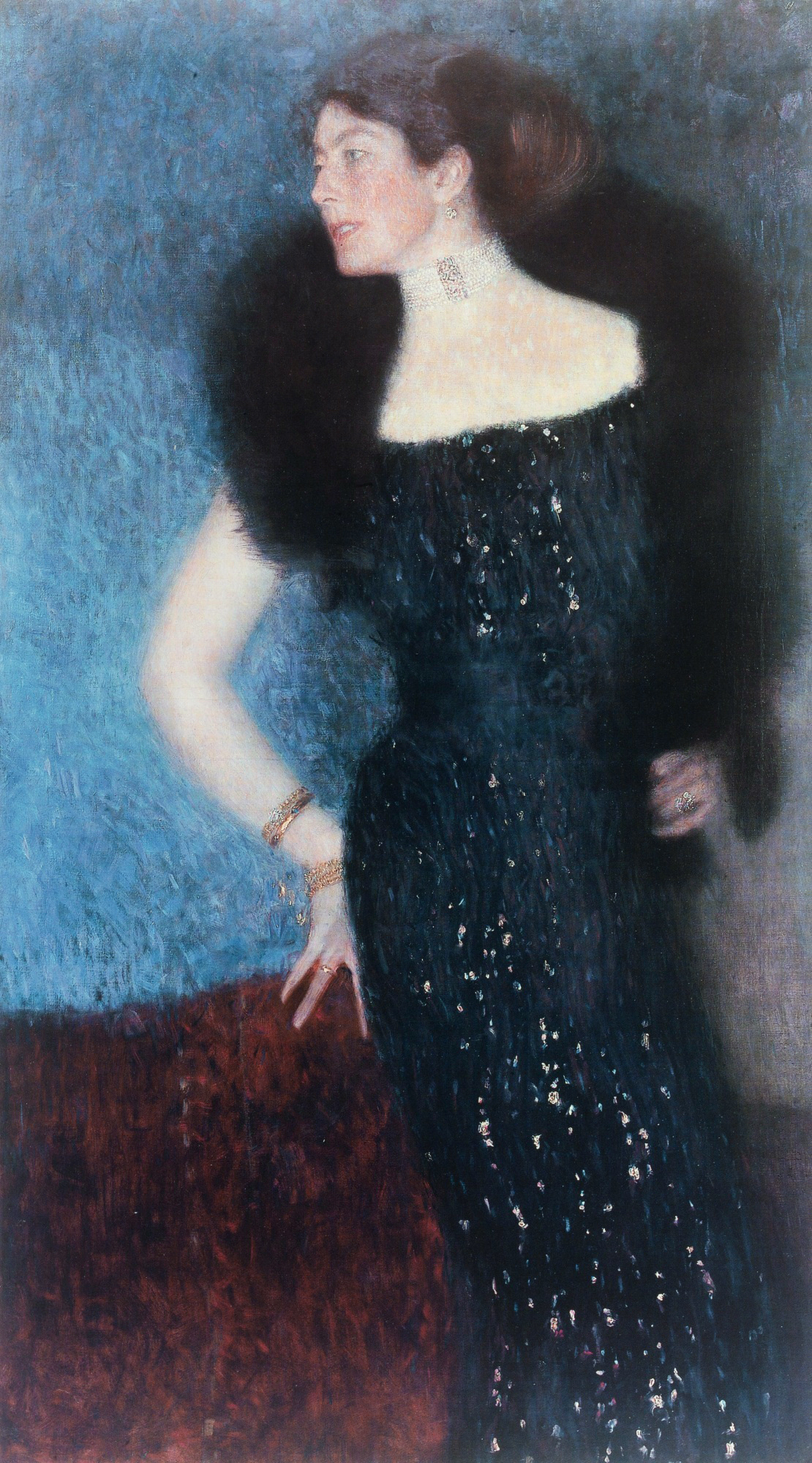
Rose von Rosthorn-Friedmann,
Gustav Klimt 1901

Rose von Rosthorn-Friedmann (* 12. Februar 1864 in Prävali; † 13. Jänner 1919 in Baden bei Wien; auch nur Rose von Rosthorn oder Rose Friedmann genannt) war eine österreichische Alpinistin.

## Leben
Sie stammte aus der Unternehmerdynastie Rosthorn und war eine Cousine II. Grades des Mediziners Alfons von Rosthorn.
Rose von Rosthorn war zweimal verheiratet. Ihr erster Ehemann war der damalige juristische Berater der Österreichischen Staatsbahn Bruno Wagner von Freynsheim, der es später zum Direktor der Nordbahn brachte. Aus dieser Verbindung stammt eine Tochter namens Dora (* 1885).
1886 heiratete sie den österreichischen Industriellen und Alpinisten Louis Philipp Friedmann (1861–1939). Im Jahr darauf (1887) kam ihre Tochter Marie Alexandrine zur Welt. Das Paar wurde in der Wiener Gesellschaft von Dramatikern (Hugo von Hofmannsthal), Schriftstellern (Arthur Schnitzler) und Künstlern geachtet. So auch von Gustav Klimt, der Rose von Rosthorn-Friedmann in einem seiner bekanntesten Bilder verewigte.
Rose arbeitete während des Ersten Weltkrieges als Pflegerin in einem Wiener Lazarett, infizierte sich dabei mit tödlichem Typhusfieber (Salmonella typhi), an dem sie am 13. Januar 1919 erst 54-jährig im Sanatorium Gutenbrunn in Baden bei Wien starb.
Hugo von Hofmannsthal schrieb einen langen Brief an den Witwer, in dem er nicht nur die ausdrucksvolle Schönheit, sondern auch die Intelligenz und die Stärke dieser außergewöhnlichen Frau zum Ausdruck brachte.

## Bergsteigerische Leistungen

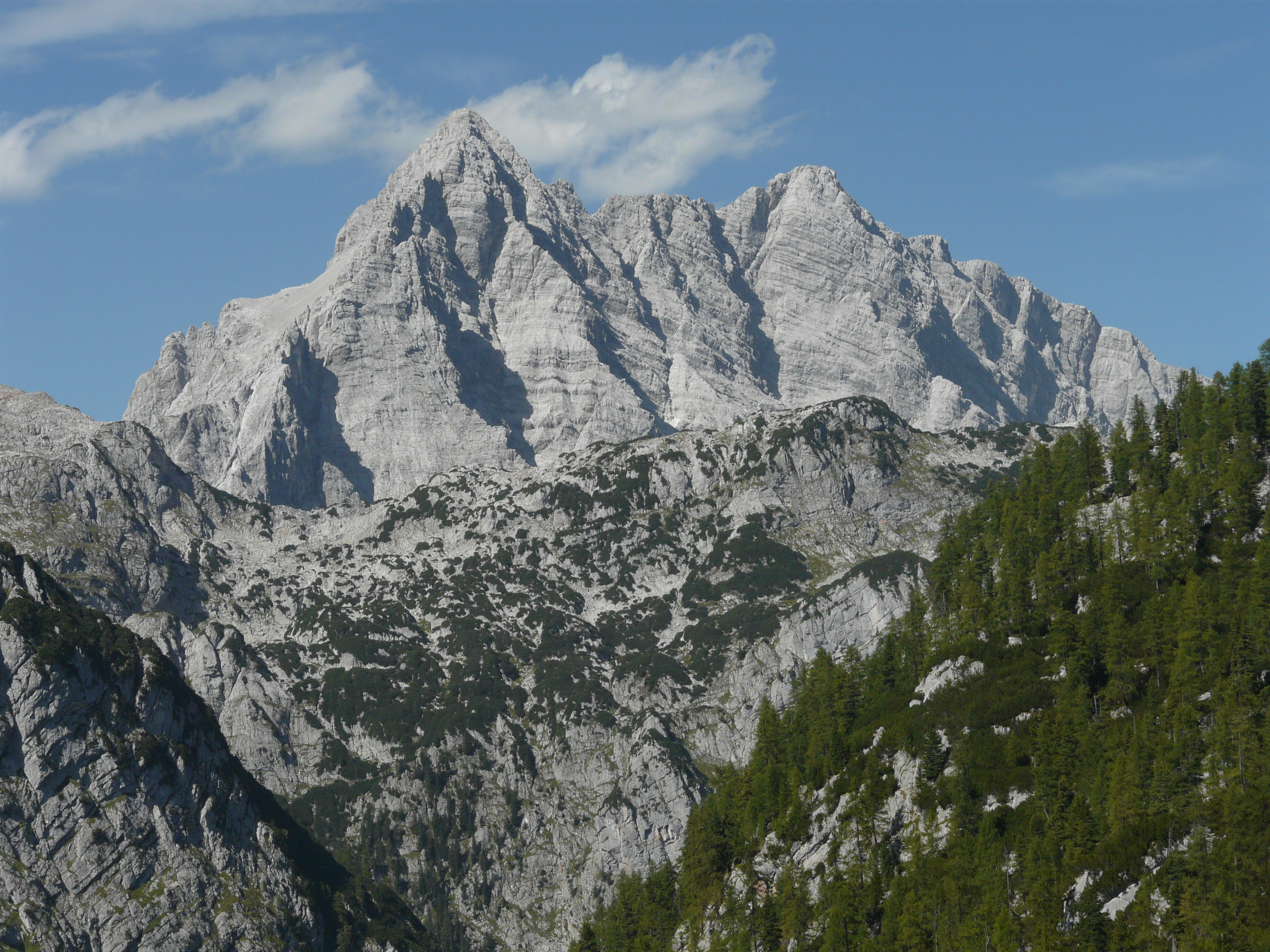
Watzmann

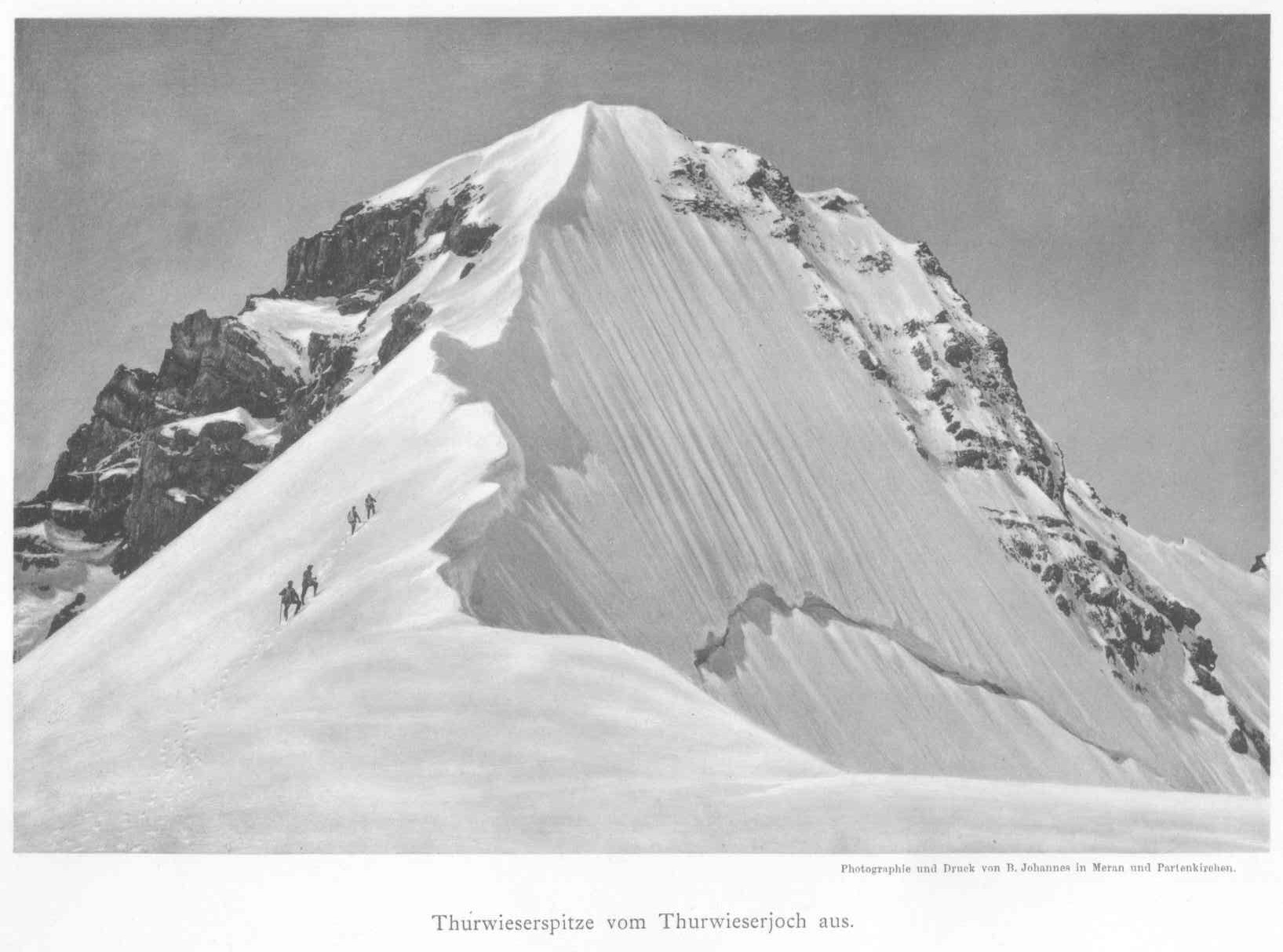
Thurwieserspitze, um 1890

Bereits im jugendlichen Alter begann Rose von Rosthorn mit dem Bergsteigen, zunächst auf Touren zu Wiener Hausbergen wie Rax und Schneeberg. 1881 durchstieg sie als erste Frau die Watzmann-Ostwand (2653 m), die mit 1800 m Wandhöhe höchste Felswand der Ostalpen, und machte sich damit schon als jugendliche Alpinistin einen Namen. Am 22. Juli 1888 bestieg sie zusammen mit dem Führer J. Pichler als erste Frau die 3652 Meter hohe Thurwieserspitze in der Ortlergruppe. Zusammen mit ihrem zweiten Ehemann bestieg Rose von Rosthorn-Friedmann auch diverse Viertausender in den Westalpen.

## Film
- „... nur eine Art von Rausch, von Bergrausch“ – Arthur Schnitzlers Bergfreunde. (ORF-Reihe „Land der Berge“), Österreich, 1999, Regie: Lutz Maurer